# Чина рідкоквіткова
Чина рідкоквіткова (Lathyrus laxiflorus) — вид квіткових рослин з родини китяткових (Polygalaceae).

## Морфологічна характеристика
Багаторічна рослина від розкидисто-волосистої до голої. Стебла кутасті, розгалужені, 15–40 см, дифузно лежачі чи висхідні, ростуть із бульбоподібної деревної основи. Листки з 1 пари еліптичних листочків. У суцвітті 2–5 фіолетово-блакитних 15–18 мм довжиною квіток. Боби 30 мм завдовжки, довго-волосисті.

## Поширення
Росте на півдні Європи (Албанія, Боснія і Герцеговина, Болгарія, Хорватія, Греція, Італія, Чорногорія, Північна Македонія, Північний Кавказ, Сербія, Словенія, європейська Туреччина, Україна) й на заході Азії (Вірменія, Азербайджан, Грузія, Іран, Ліван, Сирія, азійська Туреччина). Вид зустрічається в лісах, чагарниках і тінистих берегах.
В Україні росте у лісах — у гірському Криму, звичайно.